# Chakdor Namgyal
Chakdor Namgyal was de derde Chögyal (koning) van Sikkim. Hij volgde Tensung Namgyal op in 1700 en werd zelf in 1717 opgevolgd door Gyurme Namgyal.
Zijn halfzus Pendiongmu probeerde hem te onttronen waarna hij naar Lhasa in Tibet vluchtte. Met behulp van de Tibetanen werd hij weer terug op de troon gezet.